# Pomnik Trójcy Świętej w Lądku-Zdroju
Pomnik Trójcy Świętej w Lądku-Zdroju – barokowa figura wotywna znajdująca się po zachodniej stronie lądeckiego Rynku, wykonana w latach 1739–1741 przez rzeźbiarza Michaela Klahra Starszego.

## Historia
Wyrzeźbiony z piaskowca pomnik ufundował Johann Anton Reichel, lądecki rajca miejski, radca prawny i notariusz, jako wotum za uratowanie części miasta od gwałtownego pożaru, jaki nawiedził Lądek w nocy z 7 na 8 marca 1739 roku.
Lądecką kolumnę po raz pierwszy przekonująco powiązał z Klahrem Starszym i szczegółowo ją opisał, wraz z zachowanymi projektami (rysunek i bozzetto), E. Meyer w dziele Michael Klahr der Ältere. Sein Leben und Werk, wydanym we Wrocławiu w 1931 r.
Nie jest znany skład pracowników pracowni Klahra, zwykle w takich pracowniach był mistrz i od 1 do 3 pomocników (czeladników i uczniów). Klahr organizował prace i zlecenia, sporządzał projekty (abrysy) i dostarczał je zleceniodawcy, z którym uzgadniał ostateczny kształt dzieła, osobiście wykonywał bozzetti i inne modele na potrzeby warsztatu. W latach 30. w pracowni Klahra powstawało wiele dzieł, co sugeruje, że zatrudniał na stałe większą liczbę pomocników. Z uwagi na zakres prac do wykonania oraz odmienny, niż zwyczajowo przez niego stosowane drewno, rodzaj tworzywa – kamień, przypuszcza się, iż wykonał dzieło przy znaczącym uczestnictwie pomocników. Porównania sporządzonego przez niego projektu i szkicu rzeźbiarskiego z ich realizacją każą domniemywać, że brał udział w powstawaniu monumentu oraz nadzorował pozostałe prace, udział mistrza w niektórych pracach ograniczył się jedynie do wykończenia bardziej skomplikowanych elementów. Forma detali wskazuje na pracę trzech osób o różnym poziomie umiejętności. Klahrowi przypisuje się wyrzeźbienie najbardziej plastycznych i finezyjnych figur: Jezusa w zwieńczeniu, św. Jana Apostoła na balustradzie wokół cokołu. Pierwszy pomocnik, prawdopodobnie mistrz, wykonał świętych Łukasza, Anny i Joachima, a także w dużym stopniu – Boga Ojca w zwieńczeniu. Drugi pomocnik, gorzej wykwalifikowany, zrealizował dalsze trzy figury stojące – Marię oraz świętych Józefa i Antoniego.  Niektóre szczegóły wykonania i wykończenia Marii, św. Antoniego, św. Józefa zdradzają udział mistrza bądź pierwszego pomocnika. Za samodzielną pracę drugiego pomocnika uznać wypada gołębicę Ducha Św.; ów twórca mógł ponadto wstępnie opracować figurę Boga Ojca oraz odpowiadał za inne prostsze detale kamieniarskie pomnika. Domniemać należy także o zatrudnieniu przez mistrza kamieniarza, odpowiedzialnego za realizację architektonicznej struktury oraz detali takich jak gzymsy, woluty, balustrada czy niektóry ornamenty.
Dotychczas nie określono nazwisk rzeźbiarzy współpracujących z Klahrem przy tworzeniu pomnika, wspomina się, że mógł nim być bardzki rzeźbiarz Ludwig Andreas Jäschke, który okresowo należał do zespołu warsztatowego Michaela Klahra St. Przez jego lądecką pracownię przewinął się najprawdopodobniej także Johann Joseph Prause. Trudno jest też określić status rzeźbiarza w lądeckim atelier; najbardziej prawdopodobna wydaje się hipoteza terminowania pod bokiem mistrza, choć nie można całkiem wykluczyć obecności Prausego w warsztacie Michaela St. jako czeladnika, względnie współpracownika.
Klahr nigdy nie ujrzał swojego ostatniego ukończonego (i największego pod względem gabarytów) dzieła na przeznaczonym dla niego miejscu. Zmarł 9 marca 1742 roku, niedługo przed ustawieniem monumentu w rynku. Powyższe stwierdzenie, rozpowszechnione za sugestią B. Patzaka, wynikające z odczytania daty z chronostychu na pomniku i porównania z datą śmierci Klahra, podważa Meyer wskazując na rysunki lądeckiego rynku z 1739 r., na których jest już pomnik.
Pierwsza renowacja pomnika odbyła się w 1873 roku, co upamiętnia inskrypcja w języku niemieckim na tylnej części cokołu:
| Łaciński oryginał:                    | Tłumaczenie:                           |
| ------------------------------------- | -------------------------------------- |
| Renovirt durch die Stadt Landeck 1873 | Odrestaurowano przez miasto Lądek 1873 |

Prace konserwacyjne przeprowadzono także w 1988 roku.
Najbliższe otoczenie pomnika zmieniało się kilkakrotnie. Na najwcześniejszym zdjęciu pomnik otoczony był kamiennymi słupkami połączonymi łańcuchami. Co najmniej od początku XX w. pomnik otaczał ogrodzony klomb, którego stalowe ogrodzenie zataczało półkole wokół pomnika, a od strony ratusza tworzyło prostokąt. Od strony głównej pomnika pozostawiono dojście do bramki w jego balustradzie, od strony ratusza rosły trzy drzewa. Płotek z klombem utrzymał się co najmniej do roku 1969. Na zdjęciach z roku 1970 i późniejszych, nie ma już klombu, a najbliższe otoczenie balustrady pomnika wyłożono płytami kamiennymi. Po remoncie nawierzchni rynku w 2001 roku pas wokół figury wyłożono otoczakami „kocimi łbami”, który ogrodzono słupkami metalowymi połączonymi łańcuchami. Pierwotnie niektóre części pomnika były pomalowane, co ukazują zdjęcia sprzed 1945 r.
Ostatnią renowację, sfinansowaną ze środków samorządu województwa dolnośląskiego, pomnik przeszedł w 2008 roku. 

## Kompozycja
Pomnik ma formę otoczonego bogato zdobioną balustradą, wysokiego na niemal siedem metrów, obelisku składającego się z szerokiego cokołu i spoczywającego na nim smukłego filaru. Jego kompozycja zawiera liczne elementy trynitarne: poziomy przekrój obu części obelisku jest w przybliżeniu trójkątem (co sprawia, że figura ma trzy strony), a na każdym z jego trzech poziomów znajdują się trzy naturalnej wielkości rzeźby, rozmieszczone symetrycznie w rogach przekroju na pierwszych dwóch poziomach. Ściana północna jest ścianą główną i wyróżnia się umieszczeniem na niej tablicy fundacyjnej, konsoli z kartuszem herbowym fundatora, figury Marii. Balustrada od tej strony ma przerwę, w której jest metalowa bramka.
Figurom świętych na pierwszych dwóch poziomach nadano typową dla baroku pozę egzaltowanego kontrapostu – postacie wydają się być zastygłe w ruchu, dynamiczne, co podkreślają ich skręcone wokół własnej osi masywne sylwetki, odchylone głowy, mocno pofałdowane szaty. Pozostałe figury cechują spokojne, niezbyt zróżnicowane pozy, rzeźby te stanowią kontynuację stylu „dojrzałego” Klahra, zorientowanego na rzeźbiarstwo Pragi, który artysta wypracował na przełomie lat dwudziestych i trzydziestych XVIII wieku. Oba zestawy łączy przeważnie pogodny wyraz twarzy postaci – praktycznie każdy wyrzeźbiony przez śląskiego twórcę wizerunek uśmiecha się mniej lub bardziej wyraźnie, jeżeli tylko pasuje to do tematyki dzieła.
Na pofalowanej barierze otaczającej właściwą część pomnika stoją rzeźby świętych:
- Łukasza Ewangelisty (po lewej) z wołem u stóp oraz księgą i paletą z trzema pędzlami w prawej dłoni. Był on malarzem i lekarzem, legenda przypisuje mu autorstwo pierwszego portretu Matki Bożej. Jest patronem malarzy, artystów i lekarzy.
- Jana Ewangelisty (z prawej) – u jego stóp siedzi orzeł trzymający w dziobie kałamarz, sam święty w lewej dłoni dzierży księgę, na której widnieje data 1740, najprawdopodobniej określająca rok wykonania figury. Autor Apokalipsy, z krzyża Jezus powierzył mu opiekę nad swoją matką. Patron 27 profesji, między innymi teologów, pisarzy i aptekarzy.
- Antoniego Padewskiego (z tyłu) w habicie franciszkańskim, z księgą w prawej dłoni. Wykładał filozofię na uniwersytecie w Bolonii, znany z wygłaszania żarliwych kazań. Patron małżeństw, narzeczonych, orędownik ludzi i rzeczy zaginionych.

Figury te nie są bezpośrednio powiązane ani z tematyką trynitarną, ani maryjną, lecz z osobą fundatora – dwie ostatnie przedstawiają jego świętych patronów.
Na konsolach przy podstawie filaru znajdują się z kolei wyobrażenia trzech postaci o doniosłym znaczeniu dla Matki Bożej:
- św. Joachima (z lewej), ojca Maryi, przedstawionego jako pasterza z laską, u którego stóp stoi baranek. Patron rodziców i dziadków.
- św. Anny (z prawej), matki Maryi, z księgą (prezentująca uczenie córki czytania).
- św. Józefa (z tyłu), męża Matki Bożej, ze stałym atrybutem – siekierką. Patron cieśli, drwali i rzemieślników.

W centralnym punkcie pomnika, na jego głównej ścianie, pomiędzy podstawą filaru (gdzie akcja toczy się na Ziemi) a jego szczytem (odpowiadającym Niebu), nad konsolą z kartuszem herbowym fundatora, nieco powyżej sąsiednich figur św. Joachima i św. Anny, Klahr umieścił postać Maryi Immaculaty (Niepokalanie Poczętej) z wieńcem dwunastu gwiazd apokaliptycznych wokół głowy. Matka Boża, ze złożonymi rękoma skierowanymi w lewą stronę i głową odchyloną do tyłu w prawo, ma u swoich stóp półksiężyc, co nawiązuje do wizerunku wniebowzięcia – Assunty oraz odpowiada opisowi w Apokalipsie.
Pod figurą Maryi, w środkowej części cokołu, znajduje się jedyny świecki element rzeźby – tablica fundacyjna. Zawiera ona chronostych z zaszyfrowaną datą pod literami-cyframi rzymskimi (DCCCCCCCCCLLLLXVVVVVVVVVVVVVVVVVVVIIIIIIIIIIIIIIIIIIIIIIIIIIIIIIIIIIIIIIIII) – 1745. Treść jej tekstu i przetłumaczenie z łaciny brzmi:
| Łaciński oryginał: | Tłumaczenie: |
| --- | --- |
| Deo trI = VnI VIrgInI sIne Labe ConCeptae Iosepho VerbI InCaranatI nVtrItIo sanCtIsqVe sVIs patronIs eXstrVI feCIt et erIgI VrbIs hVIVs FaVtor InsIgnIs gratsVs patrIae patrICIVs per 32 annos CaesarIs bInI regInae VnIVs ConsILIarIVs ratIonarIVs, et LogoraphVs Ioannes AntonIVs ReICheL post fata orate pro eo. | Bogu w Trójcy Jedynemu Dziewicy bez zmazy poczętej, Józefowi żywicielowi Słowa Wcielonego, Swym świętym patronom ufundował i wzniósł ten pomnik Miasta tego dobrodziej, obdarzony godnością patrycjusza przez wdzięczną ojczyznę, przez 32 lata dwóch cesarzy i jednej królowej radca prawny i urzędnik Jan Antoni Reichel Po śmierci módlcie się za niego. |

Na szczycie obelisku, symbolicznie przedstawiającym Niebo, na zwieńczonej krzyżem (symbolem zbawienia) kuli ziemskiej zasiadają: po prawej – Bóg Ojciec, ukazany jako stateczny mężczyzna z berłem w lewej dłoni; po lewej, po prawicy Ojca – Jezus Chrystus, wyobrażony postacią półnagiego młodego mężczyzny. Nieco niżej widnieje dopełniający Trójcę Świętą znak Ducha Świętego – gołębica. Ojciec i Syn wspólnie podtrzymują swymi prawymi dłońmi koronę zawieszoną nad głową Immaculaty. Takie przedstawienie koronacji Maryi Niepokalanie Poczętej w chwili wniebowzięcia stanowi często powtarzający się motyw sztuki doby kontrreformacji – odpowiedź na kwestionowanie przez dużą część Kościołów protestanckich specjalnego statusu Matki Boskiej w doktrynie Kościoła katolickiego.
Kolumna Trójcy Świętej lądeckiego rynku, należąca do późnych prac Klahra, wykazuje dojrzały i zorientowany na wzorce praskie styl artysty. Łącząc podobieństwo stylu oraz szkice artysty przedstawiające figury z praskiego mostu Karola badacze sugerowali pobyt Klahra w Pradze, ale Meyer wykazał, że rysunki te są przerysami z rycin Augustina Neuräuttera, a pobyt rzeźbiarza w Pradze jest wątpliwy.
Michael Klahr Starszy pozostawił po sobie jeszcze jedno dzieło wykonane w piaskowcu, o którym przypuszcza się, że mogło pierwotnie wchodzić w skład projektu pomnika, albo miało stanowić element wystroju należącej do niego kamienicy – jest to znajdująca się obecnie w Galerii Muzealnej im. Michaela Klahra Starszego figura Mater Dolorosa. Domysły co do pierwotnego przeznaczenia rzeźby wspiera jej stylistyczne podobieństwo do figury Marii ostatecznie umieszczonej w monumencie.

### Przekaz religijny
Jako całość pomnik stanowi powszechnie występujące w epoce baroku theatrum sacrum – spektakl wyznania wiary odgrywany przez umieszczonych na nim świętych, jak i również znak czuwania Opatrzności nad miastem. Utarło się stwierdzenie, że pomnik przedstawia Trójcę Świętą. Twierdzenie to pochodzi od dawnych niemieckich uczonych, którzy badali zabytki śląskie i mieszkańców dawnego hrabstwa kłodzkiego, którzy w większości byli protestantami, więc postrzegali pomnik w duchu tej religii. Stwierdzenie to i nazwa pomnika zostały przyjęte po II wojnie światowej w polskiej literaturze. Kalinowski zwraca uwagę na to, że w pomniku Maria jest przedstawiona w akcie koronacji, co w katolicyzmie stanowiło część Wniebowzięcia Marii i podkreślało kult Marii. Historyk Marek Sikorski twierdzi wręcz, że pomnik powinien być określany jako Koronacja Niepokalanej.

## Galeria

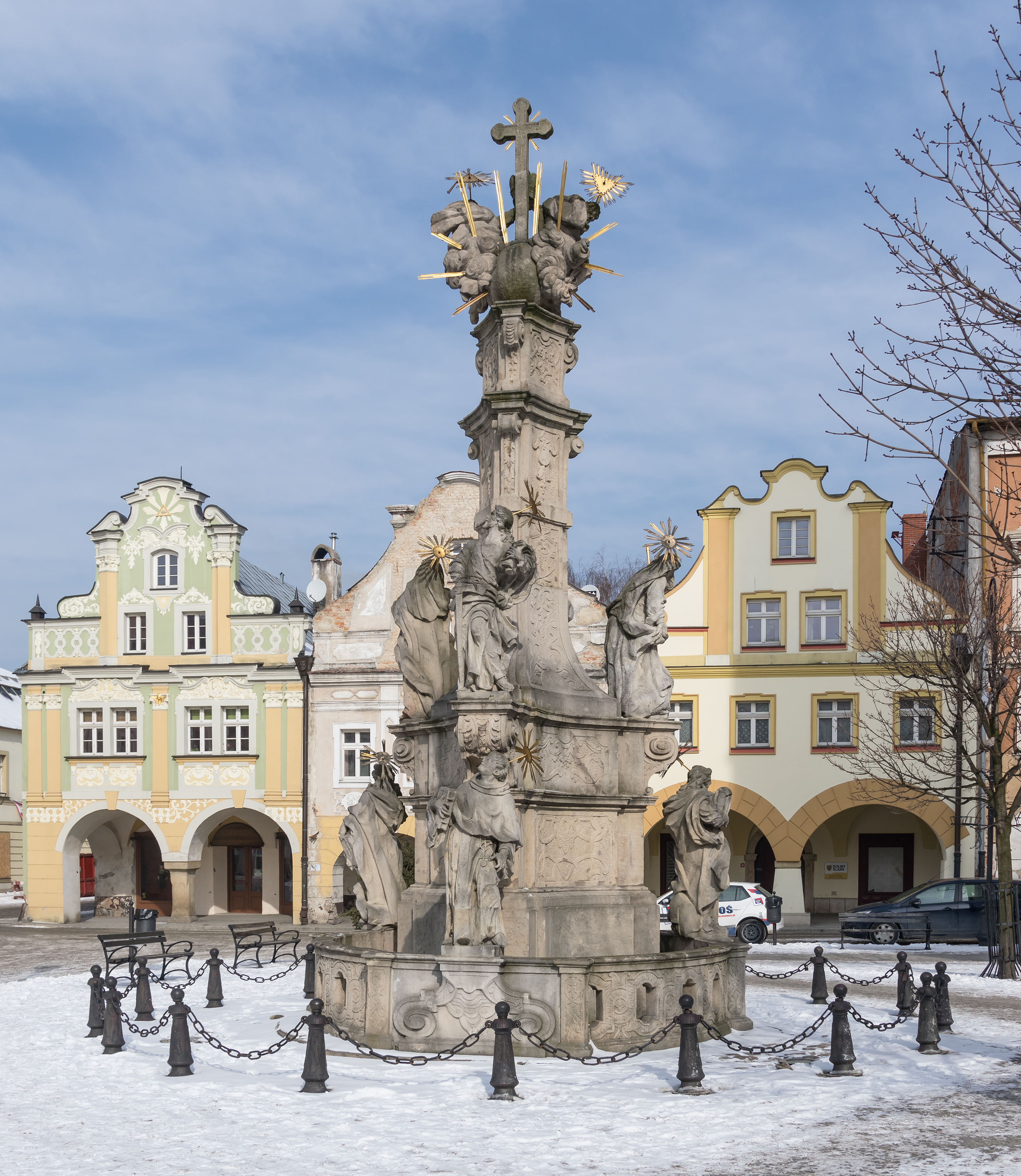
Pomnik od południa
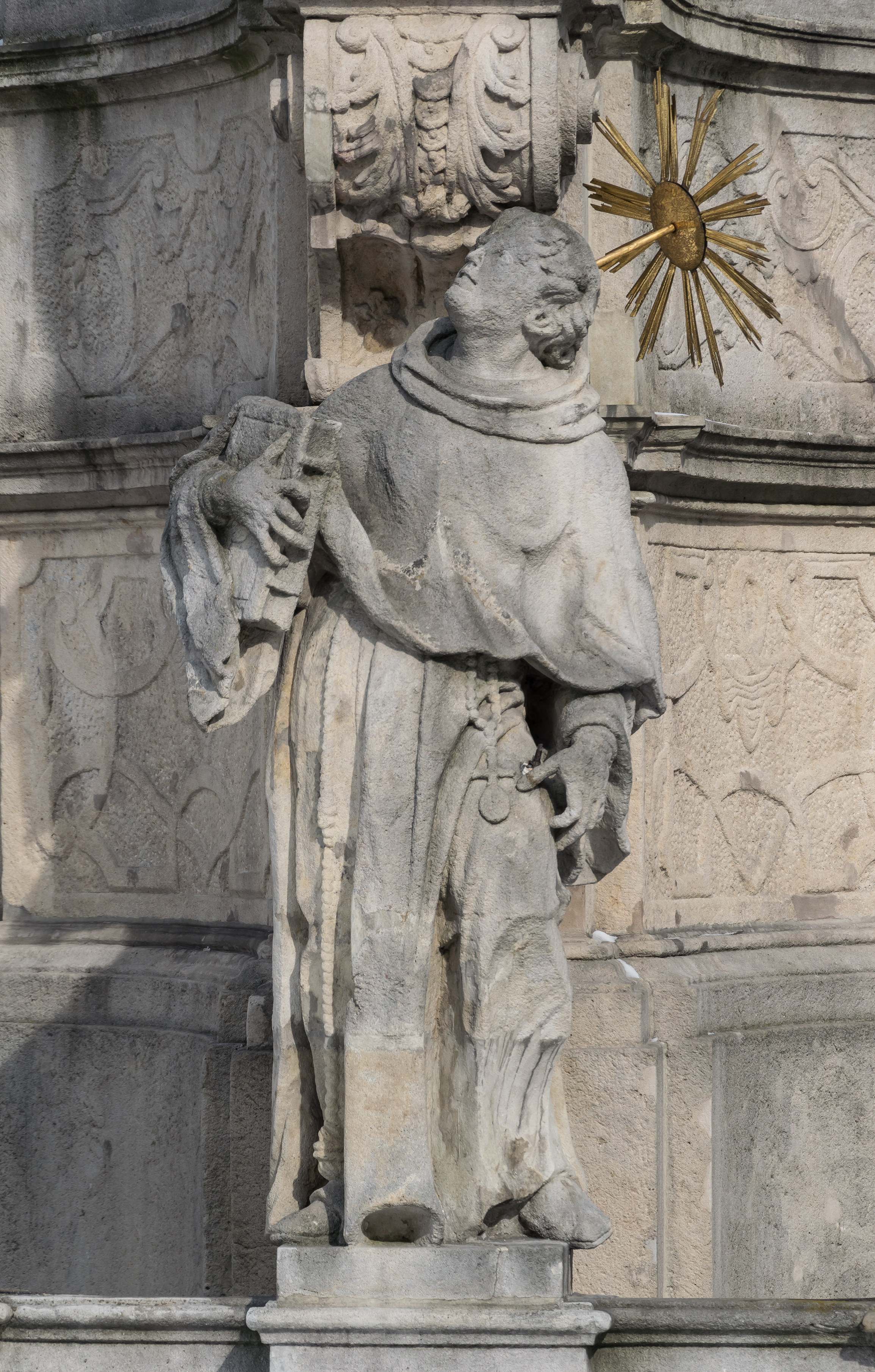
Św. Antoni Padewski
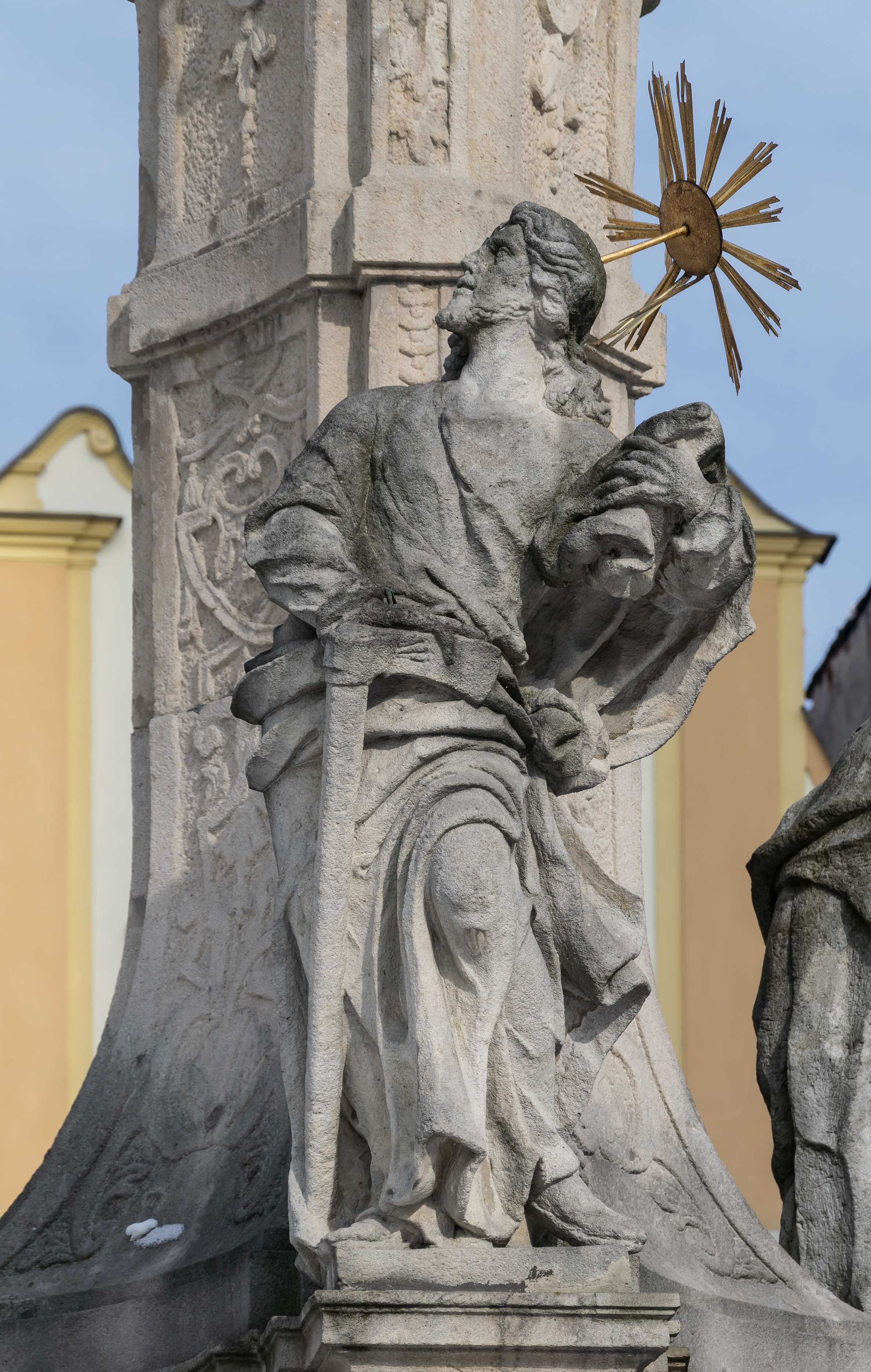
Św. Józef
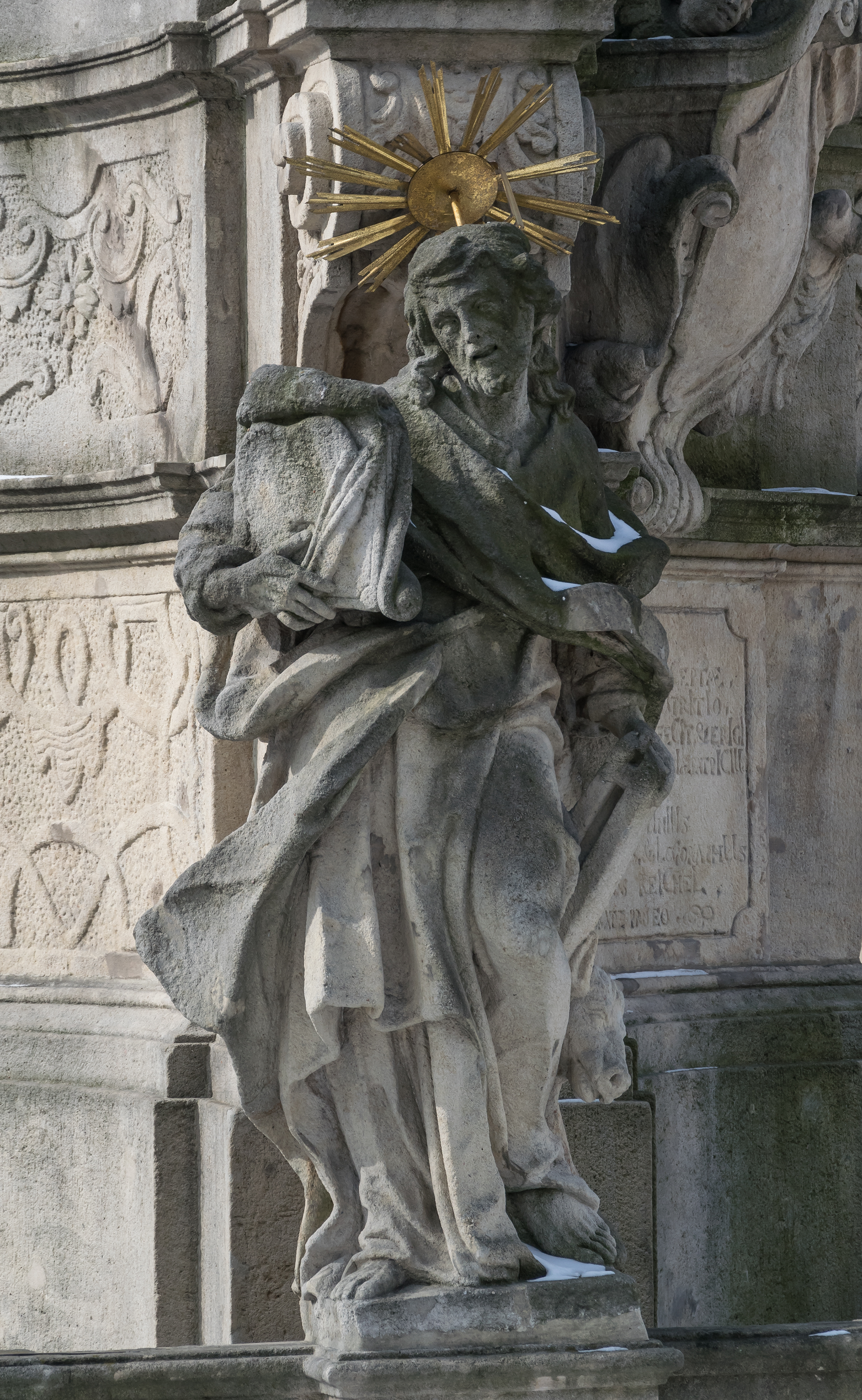
Św. Łukasz